# Josep Llunas i Pujals
Josep Llunas i Pujals   (Reus, 30 de gener de 1852 - Barcelona, 23 de maig de 1905) va ser un dels principals protagonistes del moviment obrerista a Catalunya durant la segona meitat del segle xix, alhora també obertament reconegut com a maçó, lliurepensador, catalanista i un dels pioners de l’anarcosindicalisme a Catalunya.

## Biografia

### Activisme primerenc al sexenni democràtic. La creació de la FRE-AIT
Fill de Josep Llunas i Guardiola d'ofici pastisser natural de Riudoms i Maria Pujals Òdena natural de Reus. A registre de defunció consta casat amb Concepció Santigosa i el domicili a "Conde del Salto" núm 40-2 de Barcelona.
Tipògraf de professió, aficionat als esports, al mateix temps que practicant d'alguns, com la natació, acròbata i el ciclisme i apassionat de les arts escèniques, com el cant, el ball i el teatre. Primerament ell es declarà obertament republicà obrerista, el que feia entendre la seva adhesió a agrupaments de l'època com la Societat Solidària d'Obrers Impresors, i aquesta es va unir a la Primera Internacional l'any 1870, el que va fer despertar la seva ideología: l'anarquisme bakuninsta. Aquest mateix any, Llunas publicava les seves primeres poesies i articles a Lo Ponton, un setmanari republicà federalista. Va escriure quatre articles i un poema, amb to satíric i crítica elegant davant dels temes del moment.
| «                                                                              | Per fi Espanya, després de més de dos anys d'una inaguantable interinitat, ha trobat l'estrella de l'Orient que ha de portar-la fixament a Betlem, en la reial persona del Duc Aosta, el Savoià que, segons diuen, farà el sacrifici de consumir-nos uns 50 o 60 milions l'any, per poder fer la nostra felicitat! | » |
| — Josep Llunas i Pujals, Lo Ponton, número 30, 3 de desembre de 1870, Pàgina 1 | |   |

Al 1870, a Barcelona, hi hagué el primer congrés obrer a Espanya de l'AIT, que va donar lloc al reforçament de les idees de Bakunin al territori Espanyol, i d'aquest congrés també es va crear la Federació Regional Espanyola de l'AIT. Es van celebrar dos congressos més, un a València, i un altre a Saragossa. En aquest últim, a l'any 1872, es va treballar en el punt de crear unions de gremis de treball, com deia el mateix Llunas <<la idea de grandes federaciones que coadyuvasen a un mismo fin>>. En el cas de l'ofici de Llunas, es va veure dins de la Unió de Noògrafs de la Regió Espanyola, i Llunas també a partir d'aquest any, va donar suport a la federació local de societats obreres de Barcelona Degut a la poca durada de Lo Ponton (maig 1870- gener 1871), no va estar adherit a cap altre mitjà de premsa escrita fins que aquest mateix any, va exercir funcions de corresponsal al periòdic bakuninsta Lo Condenado. Aquest any va Llunas va ser anomenat secretari del exterior del Consell de la Federació Local de Barcelona de la Asociación Internacional de los Trabajadores (AIT) i també, com a fet destacat va esdevenir secretari de l'Ateneu Català de la Classe Obrera, introduint algunes reformes com: la gratuïtat de les classes, i per primer cop, s'intentava introduir a les noies a les aules juntament amb els nois, la coeducació.

### Retorn dels Borbons: clandestinitat i persecució
Amb la fi del Sexenni Democràtic, l'any 1874, s'obrí pas la Restauració Borbònica. En conseqüència d'aquest canvi de política al país, es van produir altres canvis en diversos àmbits. Un d'ells va ser en el fiscal; a partir del 1874 el Banc d'Espanya passava a tenir el monopoli total de la emissió de pressupostos, amb la finalitat de poder redimir-se de tot el dèficit financer que hi havia en aquell moment. Aquest monopoli li va ser concedit sota l'acceptació d'algunes condicions, com per exemple, llibertat de prèstecs a la tresorería de l'estat per tal de garantir seguretat econòmica en renovació d'impostos, entre d'altres reformes econòmiques. El context de Llunas es va veure afectat també quant a la religió. L'església catòlica a poblacions petites tenia un gran pes, i era díficil sentir-se dins de la societat si no es prenia part a ritus religiosos de l'època. Moltes families apostaven per ritus en contra de la voluntat de l'església, o fins i tot, si el parent difunt era un lliurepensador, en contra de la seva voluntat. També cal aclarir, que alguns anticlericals (com Llunas) acceptaven el ritu catòlic pel seu enterrament, perquè no volien ofendre el seu entorn més proper. Aquests ritus, algunes famílies se l'enduien fins després de la mort ab la intenció de mantenir la familia unida tot i la pèrdua d'alguns, com per exemple, un pare de fill anarquista, que va ésser disparat l'any 1897, volia enterrar al seu fill, al costat de la seva mare, cosa que no va puguer dur a terme.
Aquest context cultural va provocar la disminució i persecució de les forces obreres, i Llunas durant aquest temps es va apartar de l'activisme públic, però seguía lluitant pel sindicalisme en clandestinitat. Aquesta clandestinitat va provocar fets com la reducció dels membres de la FRE-AIT, (de 50.000 arreu de l'estat a una desena part d'aquests 50.000), es va violentar l'acció d'aquesta, desaconsellant la vaga però fent apologia a les insurreccions i violència política. Mentrestant Llunas, deixà la seva feina com a tipògraf durant un temps, i per no acabar en la pobresa subsistia a base de feines com empaperador de parets o conductor de tramvies, cosa que no li impedia mostrar el seu tarannà i consciència de classe treballadora. A tall d'exemple trobem una experiència que ell mateix narra quan treballava com a conductor de tramvia.
| «                                                                        | [...]Y al tornar jo de la guerra, ¡Què tenia jo de traballar! No trobant feyna del meu ofici, vaig posarme á viure de renda… aceptant una plassa de conductor de tranvía, cosa que may sabràs fer tu, Pàmies, perquè allí’s traballava y se segueix encara traballant a tres pessetas diarias de las cinch o las sis del dematí fins á las once ó las dotze de la nit. Allí vaig cantar-las clara com ningú més á aquell célebre director inglés, deixantli’l cotxe al pla de la Boquería y defensant los drets del traballador [...] | » |
| — Josep Llunas i Pujals, La Tramontana, número 48, 1 de Novembre de 1889 | |   |

Tot i la clandestinitat de la FRE-AIT, i que Llunas mostrava desconeixença i alienació (en cap moment ideológica) envers ella, hi ha testimonis com Morato o Anselmo Lorenzo, que afirmen que Llunas seguía adherit a la Secció de Tipògrafs en l'àmbit de Barcelona.
Va emprendre una fàbrica de sabons amb dos socis més a Vilanova i La Geltrú, que va deixar l'any 1878 perquè Farga Pellicer el va reclamar a Barcelona amb la proposta de tornar a treballar com a tipògraf compartint empresa amb la plana major de l'anarquisme i sindicalisme català de l'època. Aquesta empresa, concretament una impremta, va ser impulsada per Evarist Ullastres, fixant-s'hi en la revista homònima que hi havia a Madrid, amb la intenció de traslladar-la a Barcelona, La Academia. Aquesta ambició va provocar la necessitats de tipògrafs, i va seleccionar com a companys maçons i lliurepensadors com Anselmo Lorenzo, Emili Hugas, Pere Esteve, Emili Guanyavents, etc.Aquesta unió de personatges va provocar que els tallers de la impremta no només fossin tallers de treball, sinó espais de reunió on els intel·lectuals obrers poguessin intercanviar idees avançades i informacions. Tot això no era un impediment perquè continuessin duent a terme la seva activitat manual, en la qual tractaven d'incorporar les més novedoses tècniques del moment. El fet de treballar en una impremta, els facilitava molt fer la seva impressió de llibres, revistes i/o articles on incloure els seus pensaments i propostes. Aquesta conglomeració de fets, va provocar que aquella impremta barcelonina, fos el punt de convergència del nucli bakuninista i anarquista català del moment.
En aquest taller tipogràfic van treballar tota mena de lliurepensadors, com Josep Llunas, Antoni Pellicer, Jaume Torrents o Josep Vives, entre d'altres. D'aquests tallers, sortiren publicacions de tot tipus, com L'Avenç o La Veu de Catalunya; de caràcter anarquista com l'Acracia; de tipus republicà, per exemple, El Federalista; periòdics lliurepensadors, com La Luz i, finalment, llibres d'història política, com Garibaldi. Historia liberal del siglo XIX. Josep Llunas treballà aquí des del moment en què es va instal·lar. Havia de compaginar la seva activitat com a tipògraf amb l'activitat periodística, que no va abandonar mai. A partir del 23 d'octubre de 1880, a Sants, publicava un setmanari titulat La Tauleta, que va avançar a fer-se dir La Teula Barcelonina, precedent de La Tramontana.

### El seu llegat: La Tramontana
Llunas va ser director, administrador i escriptor d'aquest periòdic, La Tramontana (1881-1896), amb 717 números va servir per conèixer tota la història de la Catalunya popular de l'època. La Tramontana essencialment reivindicava la cultura popular catalana, defensava i propagava un catalanisme progressista i va ser essencial pels moviments dels partits oposats, era un nexe. Es podia relacionar amb el republicanisme, federalisme, lliure pensament, maçoneria, anarquisme, obrerisme, anticlericalisme i catalanisme. Fou definit com un periòdic de caràcter anarquista, tot i que intentaven que es tingués en compte tota la complexitat ideològica. Els seus articles causàven massa enrenou entre els ciutadans, per exemple, l'article «Els Reis», ja que va ser denunciat pel fiscal i La Tramontana quedà sancionada setanta setmanes. Per tal de solucionar-ho, Llunas simplement va tornar a publicar el mateix periòdic amb un altre títol per a poder arribar als seus lectors tot i les prohibicions. Llunas compartia la direcció del periòdic amb Evarist Ullastres, però quan va morir, tota la propietat passà a estar en el seu poder. Fou a partir d'aquí quan pujà el seu to crític i començaren a sorgir problemes, sobretot econòmics, ja que havien d'afrontar-se a les múltiples denúncies, multes i suspensions. L'any 1886, esclatà una bomba durant el pas de la processó del Corpus, moment en què morí La Tramontana i Llunas fou detingut abans que sortís publicat l'últim número, el van portar al castell de Montjuïc, tot i sortir sense càrrecs.
Aquest activisme lliurepensador ajudava a la construcció d'identitats anticlericals que tenien objectius com disminuir la influència de l'Església en el món educatiu, construir cosmovisons alternatives, etc. Aquestes circumstàncies de l'establiment del personal religiós com a encapçalador d'una societat jeràrquica, van fer veure a molts obrers la institució religiosa com la pedra angular d'un sistema que els excloïa i oprimia. La premsa anarquista, socialista i republicana, a la qual el món obrer tenia accessibilitat degut als ateneus i casas de pueblo, estava carregada d'articles anticlericals, el que feia incrementar la visió que tenien del catolicisme.
Tot i tenir concepcions divergents de la societat, d'organització de treballadors i de l'acció política, líders anarquistes i socialistes, compartien la visió de la cultura com una arma essencial per al poble, que s'havia de “conquerir” a través de l'educació, el creixement personal, etc. Com a finalitat tenien l'alliberament del treballador, ensorrament del capitalisme i la construcció d'una nova societat. Sense anar més lluny, veiem que, el líder del Partit Republicà Radical Alejandro Lerroux deia servir l'imaginari anticlerical com a eina de mobilització política convidant als seus seguidors a tombar “la bestia clerical”. Tot el conglomerat d'adeptes a l'anticlericarisme consideraven que l'única vía cap al progrés era la destrucció de la hegemonia cultural de l'església.
A partir de la proclamació de la Primera República, la situació de l'exèrcit estava confusa: es va reestructurar la milícia ciutadana (com a voluntaris de la República, dictada per Pi i Maragall). Entre els comandants hi eren: Bonjoch, Pere Pous, Manuel Wherle i Josep Folch i Montañà. Com a dirigents sindicalistes obrers, estava Josep Llunas amb Josep Bragulat. La nova militància va sorgir de l'acció d'uns nuclis instructius creats a l'època, i entre els futurs dirigents anarcosindicalistes i sindicalistes socialistes barcelonins, estava Llunas, qui fou alumne i a l'any 1868 controlava, junt amb els seus companys, la junta directiva de l'Ateneu Català de Classe Obrera (creat el 2 de febrer de 1862), el qual volien reconvertir en un centre d'ensenyament "integral" i cultura "proletària".

### Crisi a Espanya
L'any 1892, el mes de març a Barcelona, va esclatar un llarg conflicte laboral, iniciat a causa d'unes condicions de treball molt dolentes i reclamacions salarials. Realment, la vaga va començar a la fàbrica Romeu i Tort, però en molt poc temps, es va estendre a una dotzena d'indústries. El primer de maig d'aquell mateix any, el govern conservador va organitzar quatre mítings a Barcelona, un dels quals de caràcter anarquista, va poder intervenir Llunas, qui va publicar un dibuix del mateix míting a La Tramuntana.
També a principis d'aquest any tenien lloc els sucesos de Jerez; campesins es rebel·laven a favor de ñ'anarquía, i amb l'objectiu de combatre la burgesía. Van arribar a tenir sota el seu control aquesta minoria burgesa fins l'arribada de les forces de seguretat, i els suposats capd d'aquesta rebel·lió varen ser jutjats en consell de guerra condemnats a mort. Aquest fet va provocar qyue els anarquistes de l'època, tingueren "els màrtirs de Jerez", en conseqüència, van actuar, atemptant la Plaza Real, i un any després assasinant el General Marínez Campos.
Llunas va donar la seva opinió a la seva revista La Tramontana, de forma molt crítica, i fins i tot coinciditn amb els socialistes. Els anys següents va augmentar la xifra d'atemptants individuals anarquistes, fet que Llunas des de La Tramontana denunciava, i condemnava, tot i que, encara que fes això, no va evitar la seva detenció, de forma brusca i opresora per part de l'estat, a causa de la seva lluita contra el moviment obrer.
A banda d'aquesta situació interna al país, l'any 1895, s'aproven lleis liberalitzants per a Cuba al Parlament de Madrid, el que provoca la generació d'insurrectes a l'illa. Cànovas del Castullo, envia tropes per tal de frenar aquesta insurrecció, cosa en la que falla, degut a la reconcentració urbana dels campesins. Van intentar establir converses, per tal d'arribar a un acord i no acabar lluitant per la independència de Cuba. Una de les exigències de l'illa, era, no tenir un governador decidit pel Govern de la Península, sinó algú de l'illa, alhora que lluitaven contra lleis ímplicites en el Consell d'Administració, que privaven als cubans de realitzar certes coses, estudis, decidien qui eren funcionaris desde la Península i no des de l'illa, entre d'altres. A poc a poc es va anar tensant la situació, va esclatar la guerra de Cuba, amb l'explosió d'una nau americana, la culpa de la qual se li va atribuir a Espanya, generant la guerra entre aquesta i els EUA. També en aquest any esclatava la guerra del Marroc. Aquesta Guerra va provocar un gran impacte en el cinema autòcton. Els autors, davant la situació de crispació, desil·lusió, i negativisme que patia el país, volien transmetre a través dels seus films un enaltiment dels valors d'Espanya. Amb les seves creacions buscaven l'agitació popular, el despertar de l'esperit patriòtic de la gent.

#### Tancament de La Tramontana, periodisme esportiu, i mort
L'any 1896 no deixava de ser una constant crisi, i accentuació d'un desànim general: el 7 de juny s'atemptava una processó del Corpus a Santa Maria del Mar, que deixava 12 morts i cinquanta ferits. Aquests fets varen ser atribuïts a tenir origen anarquista, i Llunas va condemnar durament els fets a la Tramontana, a l'últim número de la revista, dedicant-li la capçalera criticant els fets d'aquests que, com ell mateix deia, s'autodenominaven anarquistes. En aquest mateix número de la Tramontana s'anunciava que el seu director havia estat detingut. Ho va estar des de l'11 de juny fins al 22, amb uns altres 600 o 700 anarquistes, seleccionats arbitràriament, sense una acusació concreta més enllà de la implicació en l'atemptat de les bombes del Liceu.
No se saben les raons per les quals Llunas, al sortir de presó, no havent estat processat, va apartar-se de la lluita, moviment i activisme obrer. Tot i haver teories sobre les raons del seu distanciament de l'activisme i el periodisme de combat, gràcies a alguns testimonis com Conxita Santigosa, Josep Molas Duran, o Teresa Claramunt, tot apunta a que un seguit de causes com l'edat, la seva salut, la creixent persecució del moviment obrer, i el seu rebuig a la violència sense importar l'origen (de l'estat o dels suposats "revolucionaris") varen ser la veritable raó de la seva desaparició de l'activisme obrer.
L'esport sempre havia estat present a la vida de Llunas, i ell, que havia fet d'una revista setmanal, dirigida per ell, i gràcies a la qual extreia diners per viure ells i els seus, un projecte vital, va decidir dedicar-se al periodisme esportiu. En aquella època era un ofici que gairebé no existía, s'estava creant, i era quelcom innovador dedicar-s'hi de ple. El seu primer escrit a un mitjà esportiu va ser al diari esportiu Barcelona Sports, fundat l'any 1897 i en el qual Llunas va acabar essent qui l'administrava i va acabar adquirint-la. En aquest diari escrivia d'esports, però també incloïa altres temàtiques, aportant a un gènere periodístic que aleshores just era la seva emergència. El 1899 es tancava el diari i es fusionava amb un altre mitjà: Los Deportes. Segons diversos testimonis, la mala sort perseguia a Llunas, i un cop mort ell, va tornar a publicar-se el Barcelona Sports, avui en dia, el diari Sport. Va haver de deixar l'activitat periodística en els seus últims anys de vida.
Diversos testimonis com Anselmo Lorenzo, Narcís Masferrer, o Josep Roca Roca, asseguren, amb paraules com "Atacado por maligna enfermedad, la muerte le ha arrebatado prematuramente el amor, la amistad", "Feia molt temps que estava malalt i la malaltia que inava la seva existència era indubtablement l'únic fruit que l'ha portat ses campanyes. En la presó contragué la malaltia que l'ha portat a la sepultura", que la causa de la seva mort havia estat el seu periòdic dolor reumàtic. Als últims anys de vida, era vocal de l'Associació Catalana de Gimnàstica.La seva mort consta el 23 de Maig, i el dia 27, Los Deportes, ocupava tota la seva portada anunciant la mort del seu director, amb una esquela i una creu catòlica, cosa que xoca amb la seva pronuncia en contra de l'església catòlica al llarg de la seva vida.

## Obres
- Estudios filosófico-sociales (1882)
- La revolució: poema en tres cants (1886)
- El Ariete Socialista Internacional (1887)
- Qüestions socials (1891)
- Los partits socialistes espanyols (1892)
- La Ley y la clase obrera (1893)